# بوهونوف (ناحیه ژدار ناد سازاوو)
بوهونوف (به چکی: Bohuňov) یک منطقهٔ مسکونی در جمهوری چک است که در ناحیه ژدار ناد سازاووو واقع شده‌است. بوهونوف ۴٫۴۴ کیلومتر مربع مساحت و ۲۴۲ نفر جمعیت دارد و ۶۲۴ متر بالاتر از سطح دریا واقع شده‌است.